# Florent Hanin
Florent Olivier Sylvain Hanin (* 4. Februar 1990) ist ein französischer Fußballspieler mit algerischen Wurzeln.

## Karriere
Florent Hanin begann seine Karriere in der zweiten Mannschaft des Le Havre AC. 2011 erfolgte der Wechsel nach Portugal in die zweithöchste Liga zum Leixões Sport Club. Eine Saison später erfolgte der Transfer zum oberklassigen Sporting Braga, für welchen Hanin jedoch nur in der zweiten Mannschaft zum Einsatz kam. In der Winterpause der Saison 2012/13 wurde er für ein Jahr innerhalb Portugals an den Aufsteiger Moreirense FC ausgeliehen. Mit dem Verein stieg Hanin Ende der Saison in die Segunda Liga ab. Zu Beginn des Jahres 2014 wurde Florent Hanin von Braga erneut ausgeliehen. Für eine halbe Saison wechselte er nach Griechenland zum Panetolikos GFS.
Auf die Saison 2014/15 erfolgte der Wechsel nach Belgien zum späteren Absteiger Lierse SK, wo er nur wenig zum Einsatz kam. Im März 2015 erfolgte der Transfer zu Strømsgodset IF, mit welchem Hanin norwegischer Vizemeister wurde. Ende der Saison 2015 wechselte Florent Hanin auf die Rückrunde der Saison 2015/16 hin zum FC St. Gallen, wo er einen Vertrag bis 2017 unterschrieb. Anfang August 2016 bat Hanin aus familiären Gründen um eine vorzeitige Vertragsauflösung und wechselte zu Belenenses Lissabon. Dort verblieb er zwei Jahre, bevor er sich Vitória Guimarães anschloss. Im August 2020 wechselte er zum Paris FC. Nach drei Jahren in Paris zog er im Sommer 2023 weiter und wechselte ligaintern zu Absteiger SCO Angers.